# Tom Vaughan-Lawlor
Tom Vaughan-Lawlor, född 4 november 1977 i Dublin, är en irländsk skådespelare.
Vaughan-Lawlor har bland annat medverkat i TV-serien Dublin Murders. Han har även medverkat i filmerna The Book of Clarence och The Beautiful Game.

## Filmografi (i urval)
- 2018 – Avengers: Infinity War
- 2019 – Dublin Murders (TV-serie)
- 2019 – Avengers: Endgame
- 2023 – The Book of Clarence
- 2024 – The Beautiful Game
- 2024 – The Agency (TV-serie)
- 2025 – A Knight of the Seven Kingdoms (TV-serie)